# Troctolita
Les troctolites són roques ígnies màfiques i intrusives formades essencialment, tot i que en quantitats variables, per olivina i plagiòclasi càlcica juntament amb piroxè accessori. El seu nom prové del grec troktḗs, ‘truita’, a causa de l'aspecte pigallat verd de l'olivina sobre la plagiòclasi blanquinosa. Són anortosites riques en olivina o gabres empobrits en piroxè. Les troctolites es troben en algunes intrusions en capes com ara les de la intrusió arqueana de Windimurra (Austràlia), el dipòsit de sulfurs de níquel, coure i cobalt de Voisey’s Bay (Labrador), el complex de Stillwater (EUA) i la intrusió en capes de Tertiary Rhum (Escòcia). També es troben troctolites al Merensky Reef (Bushveld, Sud-àfrica) i al complex Lizard (Cornualla).